# Hanjin
Hanjin Group es un holding surcoreano, o chaebol, fundado en 1949 cuya actividad se centra en la logística global. Con una flota de alrededor de 200 buques, Hanjin es la mayor compañía logística de Corea del Sur transportando anualmente más de 100 millones de toneladas. Cuenta con 200 filiales en el extranjero y genera el 90 % de sus ingresos fuera de Corea.

## Historia

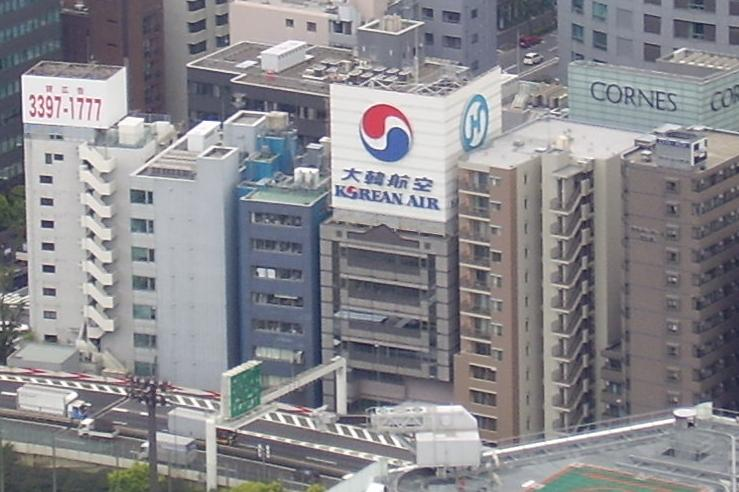
Korean Air/Hanjin Office en Minato, visto desde la Tokyo Tower.

Hanjin inició su actividad a finales de Segunda Guerra Mundial, el 1 de noviembre de 1945. En sus comienzos su mayor cliente fue el ejército de EE. UU., prestándole servicios de transporte de material a Corea y Vietnam. La compañía firmó un importante contrato con el octavo Ejército de los EE. UU. en 1956, mismo año en el que comenzó a cotizar en el Korea Stock Exchange. En noviembre de 1969, Hanjin hizo su entrada en el negocio de transporte por contenedores de firmar un acuerdo con Sea-Land Service, Inc. Se abrió la playa de contenedores primero menos de un año después, en septiembre de 1970, en el puerto de Busan.
Los años setenta vieron un impulso importante en el Medio Oriente con los contratos firmados con Kuwait en el puerto de Shuwaik (septiembre de 1977), Arabia Saudita en el puerto de Dammam (marzo de 1979), y en el puerto de Jeddah (mayo 1980).
En marzo de 1990 la empresa diversificó hacia la logística integral terrestre (camiones y almacenaje) con la compra de la compañía de transporte de mercancías de Corea. En junio de 1992 la empresa comenzó a operar mediante Hanjin Express para la entrega de paquetería y mensajería. En agosto de ese mismo año empezó a cargar y descargar mercancías en los puertos de Long Beach y Seattle gracias a su participación en Terminales Total Inc. En enero de 1993 se inició el servicio de contenedores por ferrocarril entre Pusan y Uiwang.
En 2003 Hanjin Shipping fue reconocida con el premio a la mejor aerolínea para el servicio de transporte internacional, concedido por la Asociación Global de Transportistas. Año en el que Hanjin Shipping se alió con COSCO de China, Yang Ming de Taiwán, K-Line de Japón, y el Senator Lines de Alemania para formar la Alianza CKYHS, la mayor alianza estratégica global en logística. La Alianza ha permitido CKYHS Hanjin Shipping agudizar su ventaja competitiva mediante la ampliación de su cobertura de servicios, ofreciendo servicios exprés, y compartiendo espacio con los aliados para reducir los costos.
En China ha abierto un astillero de reparación, no enfocado únicamente a la reparación de buques propios sino también para otras compañías.

## Líneas de actividad
- Korean Air Lines Co.,LTD
- Hanjin Shipping Co.,LTD
- Hanjin Transportation Co.,LTD
- Korea Airport Service Co.,LTD

## Filiales
- JungSeok Enterprise Co.,Ltd
- Hanjin Travel Service Co.,Ltd

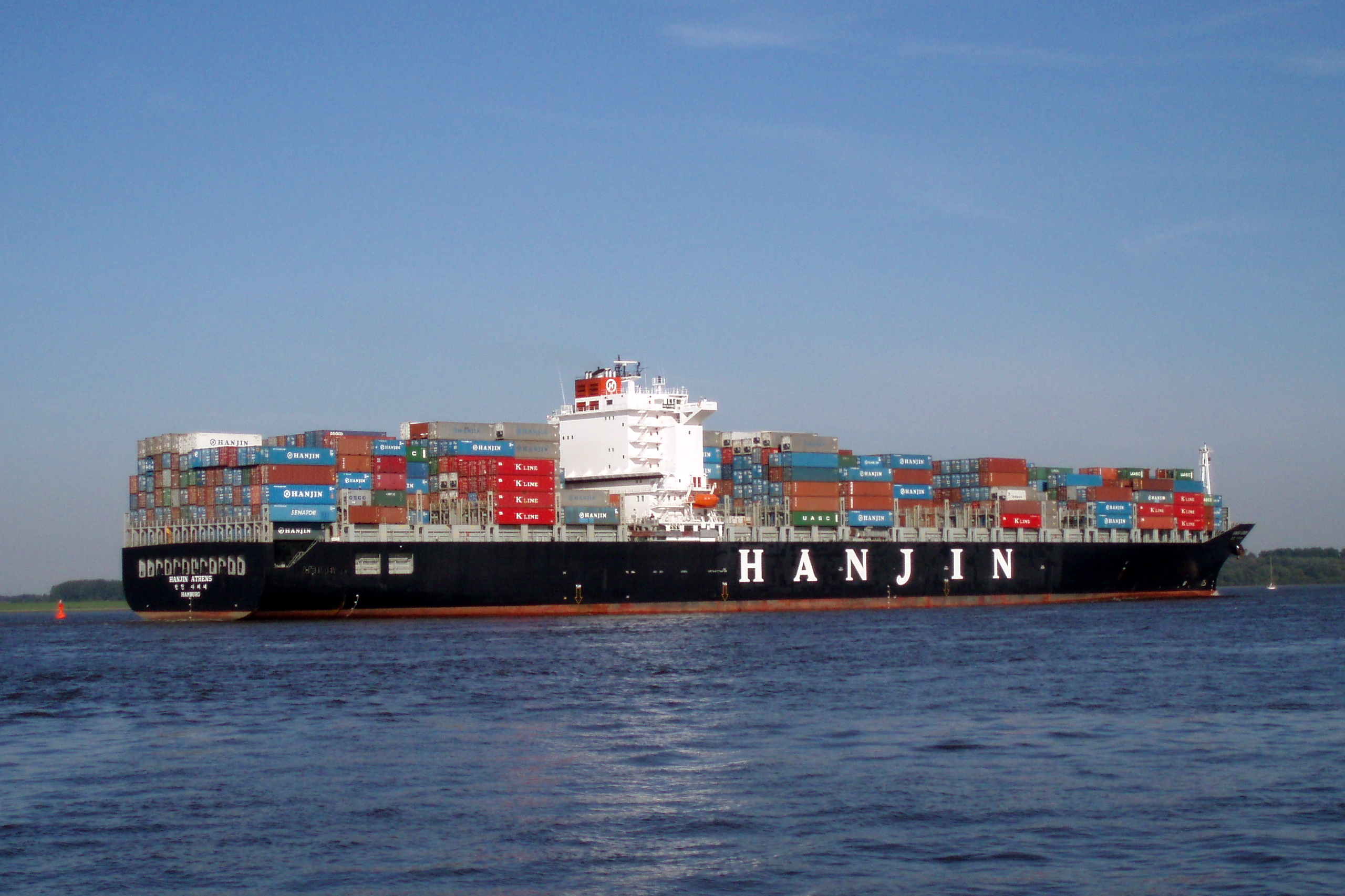
Navío de Hanjin Shipping.

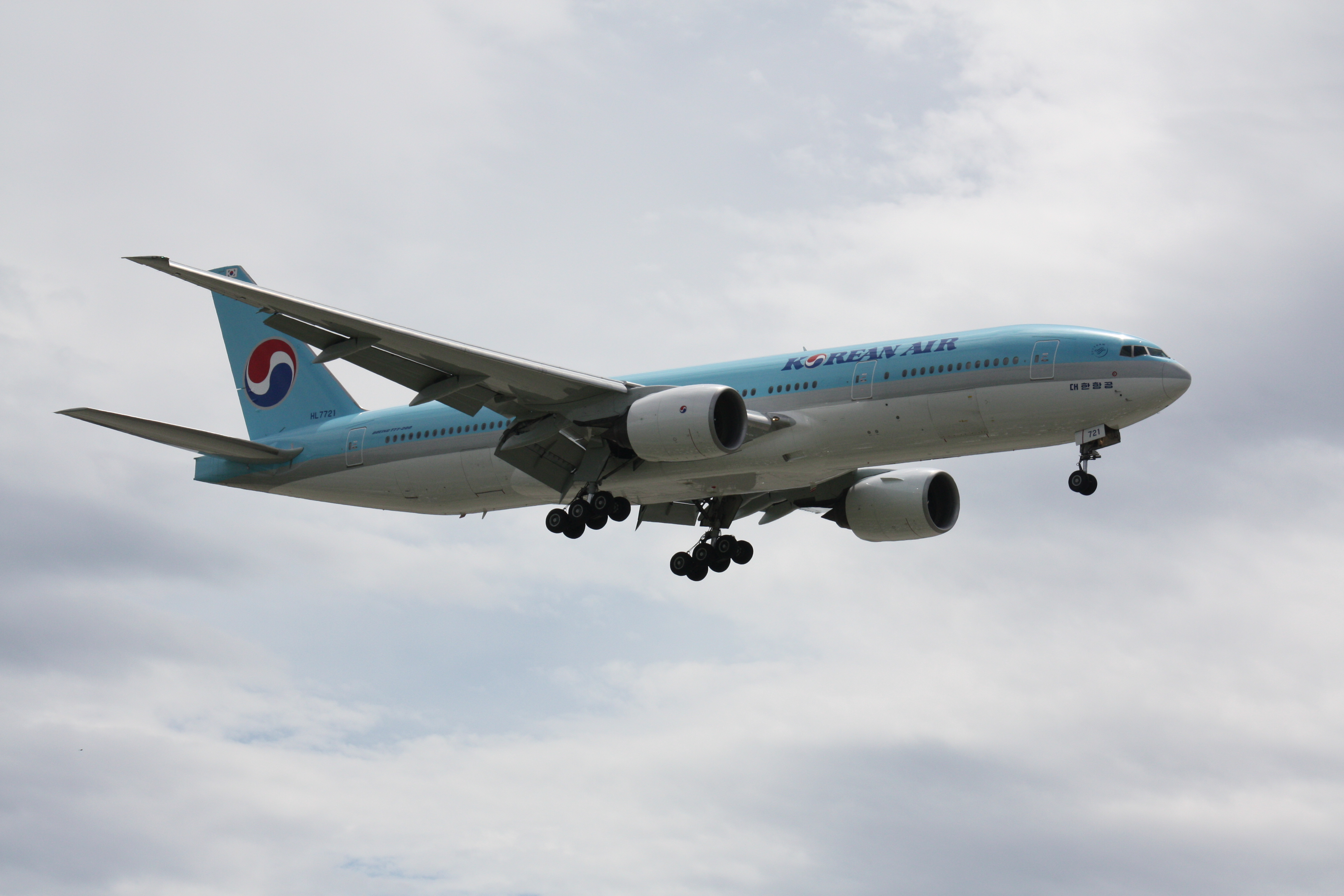
Boeing 777 de Korean Air.

- Hanjin Information Systems & Telecomunication Co.,Ltd
- Total Paasenger Service System Co.,Ltd
- Jin Air Co.,Ltd
- KAL Hotel Network Co.,Ltd
- Air Total Service Co.,Ltd
- CyberSky Co.,Ltd
- Global Logistics System Korea Co.,Ltd
- Homeo Theraphy
- Hanjin SM
- Cyber Logitec Co.,Ltd
- Inha University
- Korea Aviation University
- Inha University Hospital
- Jungseok Education Foundation
- Il Woo Foundation